# Arthrostemma
Arthrostemma é um género botânico pertencente à família Melastomataceae.